# Quercus eduardii
Espèce
Synonymes
- Quercus eduardi Trel., 1924

Quercus eduardii est une espèce d'arbres du sous-genre Quercus et de la section Lobatae. L'espèce est présente au Mexique.

## Systématique
Pour Tropicos, ce taxon est invalide et lui préfère Quercus oligodonta Seemen ex Loes. 1900.
Cette espèce a été créée initialement par William Trelease en 1924 sous le taxon Quercus eduardi (avec un seul « i »).

## Publication originale
- (en) William Trelease, « The American oaks », Memoirs of the National Academy of Sciences, Washington, NAS, vol. 20,‎ 1924, p. 1-676 (ISSN 0885-4637, OCLC 1759015, DOI 10.5962/BHL.TITLE.142965, lire en ligne).